# Abominog
Abominog – czternasty album brytyjskiej rockowej grupy Uriah Heep wydany w 1982. 

## Lista utworów
UK/European version
1. "Too Scared to Run" (Box, Daisley, Goalby, Kerslake, Sinclair) – 3:49
2. "Chasing Shadows" (Box, Daisley, Goalby, Kerslake, Sinclair) – 4:39
3. "On the Rebound" (Ballard) – 3:14
4. "Hot Night in a Cold Town" (Cushing-Murray, Littlefield) – 4:03
5. "Running All Night" (with the Lion)" (Farr, Box, Daisley, Goalby, Kerslake, Sinclair) – 4:28
6. "That's the Way That It Is" (Bliss) – 4:06
7. "Prisoner" (Lance, Cooper, Riparetti) – 4:33
8. "Hot Persuasion" (Box, Daisley, Goalby, Kerslake, Sinclair) – 3:48
9. "Sell Your Soul" (Box, Daisley, Goalby, Kerslake, Sinclair) – 5:25
10. "Think It Over" (Sloman, Bolder) – 3:42

North American version
1. "Too Scared to Run" (Box, Daisley, Goalby, Kerslake, Sinclair) – 3:49
2. "On the Rebound" (Ballard) – 3:14
3. "Chasing Shadows" (Box, Daisley, Goalby, Kerslake, Sinclair) – 4:39
4. "Prisoner" (Lance, Cooper, Riparetti) – 4:33
5. "Sell Your Soul" (Box, Daisley, Goalby, Kerslake, Sinclair) – 5:25
6. "That's the Way That It Is" (Bliss) – 4:06
7. "Think It Over" (Sloman, Bolder) – 3:42
8. "Hot Night in a Cold Town" (Cushing-Murray, Littlefield) – 4:03
9. "Hot Persuasion" (Box, Daisley, Goalby, Kerslake, Sinclair) – 3:48
10. "Running All Night" (with the Lion)" (Farr, Box, Daisley, Goalby, Kerslake, Sinclair) – 4:28

## Twórcy
- Peter Goalby – wokal
- John Sinclair – keyboard, syntezator, gitara, wokal
- Mick Box – gitara
- Bob Daisley – bas
- Lee Kerslake – perkusja